# Edson Cosac Bortolai
Edson Cosac Bortolai é um advogado brasileiro, sócio do escritório Cosac & Bortolai.
É mestre e doutor pela Faculdade de Direito da PUC/SP, onde é professor de Prática Forense e Processo Civil. Foi um dos responsáveis pelo pedido de cassação do prefeito Celso Pitta e, atualmente, é conselheiro da OAB, onde é presidente da Comissão de Legislação, Doutrina e Jurisprudência e é também presidente das Comissões Especiais de Estudos Modificativos do Código de Processo Civil e Mista (composta também pela Apamagis e APMP) para a Reforma do Poder Judiciário.
Possui mais de oito livros publicados sobre Direito, é procurador aposentado do município de São Paulo e advogado militante há quase 30 anos.